# جون بارك (سياسي)
جون بارك (بالإنجليزية: John Park)‏ هو سياسي بريطاني، ولد في 14 سبتمبر 1973 في دنفيرملين في المملكة المتحدة. حزبياً، نشط في حزب العمال الاسكوتلندي ‏ وحزب العمال. في الانتخابات النيابية العمومية الاسكتلندية 2011 ‏، انتخب عضو البرلمان الاسكتلندي الرابع ‏ عن دائرة Mid Scotland and Fife (Scottish Parliament electoral region) ‏ وقد انضم خلال فترته النيابية ‏ (5 مايو 2011 – 7 ديسمبر 2012) للكتلة البرلمانية حزب العمال الاسكوتلندي ‏ وفي الانتخابات النيابية العمومية الاسكتلندية 2007 ‏، انتخب عضو البرلمان الاسكتلندي الثالث ‏ عن دائرة Mid Scotland and Fife (Scottish Parliament electoral region) ‏ وقد انضم خلال فترته النيابية ‏ (3 مايو 2007 – 22 مارس 2011) للكتلة البرلمانية حزب العمال الاسكوتلندي ‏.